# Kościół św. Antoniego Padewskiego w Prostkach
Kościół świętego Antoniego w Prostkach – rzymskokatolicki kościół parafialny należący do parafii pod tym samym wezwaniem (dekanat Ełk – Matki Bożej Fatimskiej diecezji ełckiej).
Budowa obecnej świątyni została rozpoczęta w 1987 roku, natomiast jej poświęcenie odbyło się w dniu 14 kwietnia 1999 roku.